# 瓦吕埃若勒
瓦吕埃若勒（法語：Valuéjols，法語發音：[valɥeʒɔl]）是法国康塔尔省的一个市镇，位于该省中东部，属于圣弗卢尔区。

## 地理
瓦吕埃若勒（45°3'11"N, 2°56'2"E）面积38.51 平方千米，位于法国奥弗涅-罗讷-阿尔卑斯大区康塔爾省，该省份为法国中南部省份，位于法國中央高原中心，北起科雷兹省、上盧瓦爾省和多姆山省，西接洛特省和科雷兹省，南至阿韦龙省和洛特省，东临上盧瓦爾省和洛泽尔省。
与瓦吕埃若勒接壤的市镇（或旧市镇、城区）包括：拉韦斯内、波亚克、罗菲亚克、塔纳韦勒、于塞勒。
瓦吕埃若勒的时区为UTC+01:00、UTC+02:00（夏令时）。

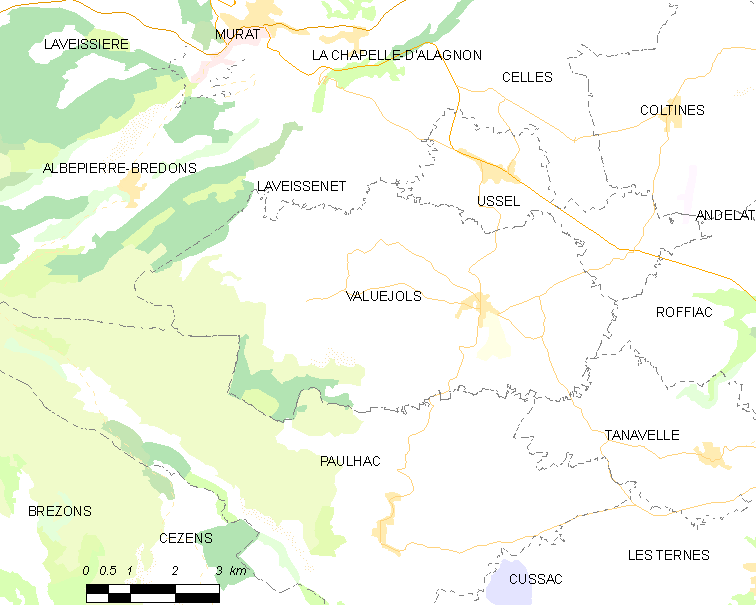
瓦吕埃若勒的OSM定位图

## 行政
瓦吕埃若勒的邮政编码为15300，INSEE市镇编码为15248。

## 政治
瓦吕埃若勒所属的省级选区为圣弗卢尔第二县。

## 交通
康塔尔省省道D14线、D16线、D34线和D134线在市中心交汇。

## 人口

1962-2008年间瓦吕埃若勒人口变化图示

瓦吕埃若勒于2022年1月1日时的人口数量为578人。